# تورنتو رپترز
تورنتو رپترز، (به انگلیسی: Toronto Raptors) یک تیم کانادایی حاضر در اتحادیه ملی بسکتبال آمریکا است و مقر آن در تورنتو در کشور کانادا قرار دارد. در فصل ۲۰۱۸–۲۰۱۹ برای اولین بار در تاریخ باشگاه، قهرمان کنفرانس شرق شد و به فینال لیگ NBA راه یافت و توانست مقام قهرمانی را برای اولین بار کسب کند. این فصل از لیگ NBA برای اولین بار در تاریخ NBA فینال آمریکایی - کانادایی اتفاق افتاد و در تاریخ بسکتبال ثبت شد.

## قهرمانی
تورنتو رپترز در فصل ۲۰۱۸–۲۰۱۹ با غلبه بر تیم گلدن استیت وریرز در بازی فینال با نتیجه ۴–۲، توانست برای اولین بار در تاریخ خودش قهرمان NBA شود و نیز برای اولین بار در تاریخ لیگ NBA، جام قهرمانی به یک تیم خارج از کشور آمریکا رسید. همچنین بعد از سال ۱۹۹۳ که تیم تورنتو بلو جیس که قهرمان لیگ ملی بیسبال آمریکاشد، تیم بسکتبال تورنتو رپتورز دومین تیمی بود که قهرمان لیگ‌های اصلی آمریکای شمالی، غیرآمریکایی می‌شد. کوای لنارد بازیکن تیم تورنتو رپترز نیز توانست برای دومین بار جایزه MVP فینال لیگ را بدست بیاورد. نیک نرس نیز جز مربیانی شد که در اولین فصل حضور خود به عنوان مربی، تیمش را قهرمان لیگ NBA کند.

## طرفداران
در میان مشاهیر، ساموئل جکسون و دریک از طرفداران بزرگ این تیم محسوب می‌گردد.

## نگارخانه

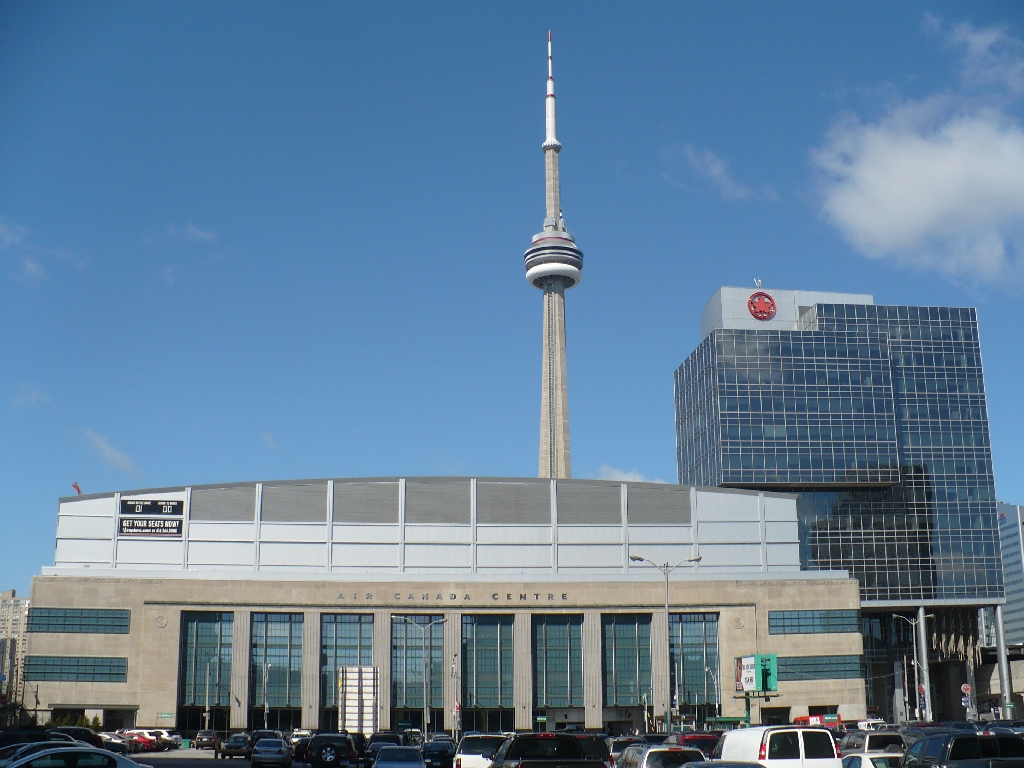
ورزشگاه این تیم
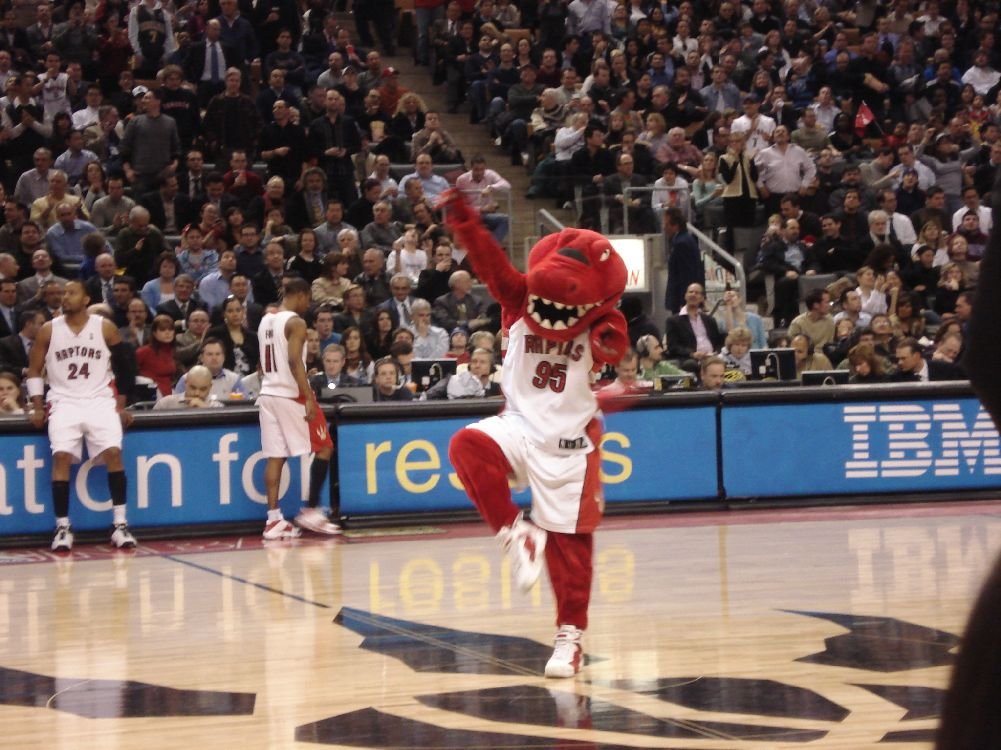
شگون‌نمای تیم
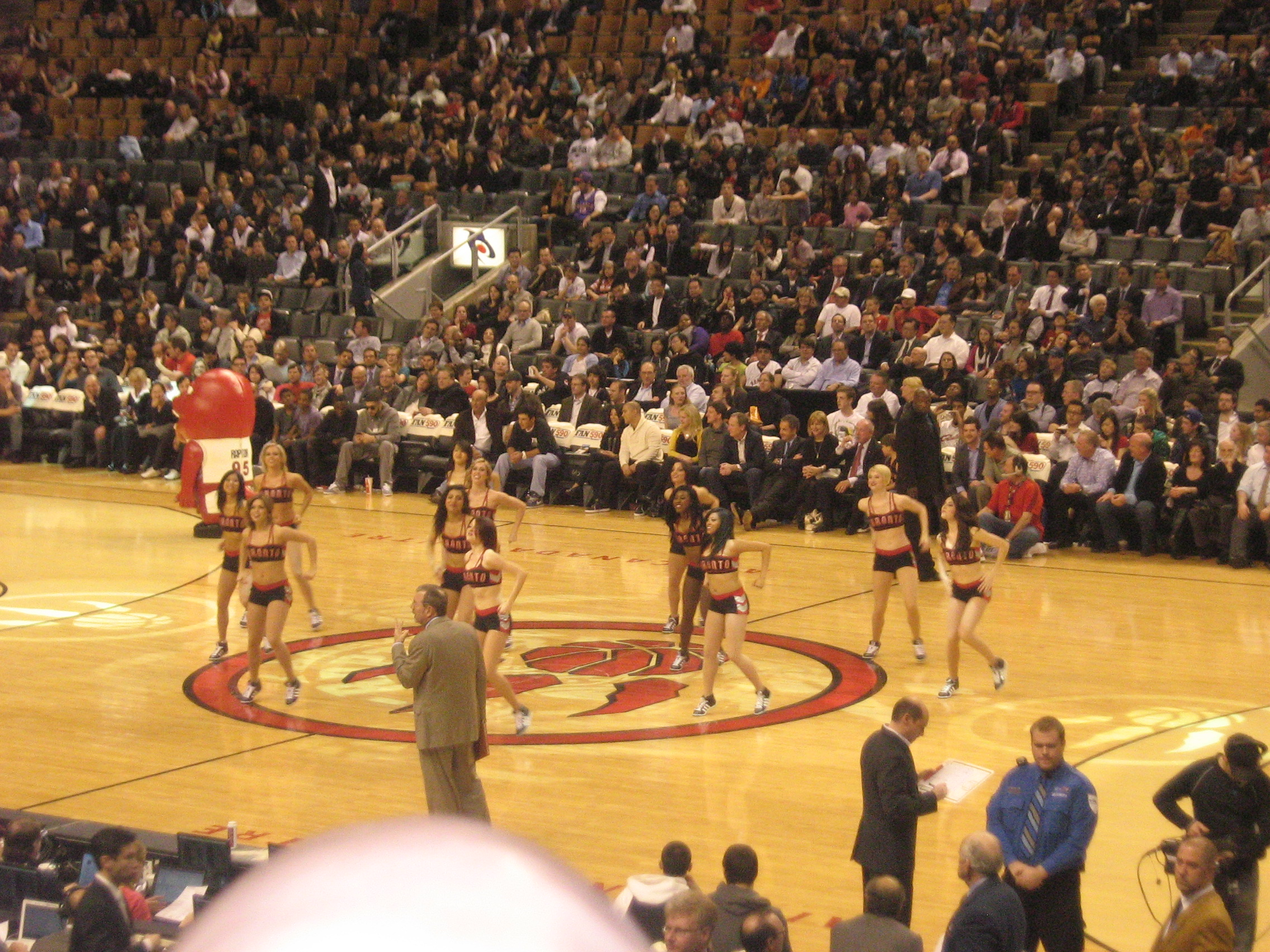
هلهله‌چیان تیم

## وبگاه رسمی
- Toronto Raptors